# IC 982
IC 982 је лентикуларна галаксија у сазвјежђу Волар која се налази на листи објеката дубоког неба у Индекс каталогу.
Деклинација објекта је + 17° 41' 48" а ректасцензија 14h 9m 59,0s. Привидна величина (магнитуда) објекта IC 982 износи 13,3 а фотографска магнитуда 14,3. IC 982 је још познат и под ознакама UGC 9059, MCG 3-36-66, CGCG 103-96, ARP 117, NPM1G +17.0479, PGC 50560.